# مایکل سیتوف
مایکل سیتوف (استونیایی: Michael Sittow؛ زاده ۱۴۶۸/۶۹ – درگذشته ۱۵۲۵) نقاش اهل استونی بود.
وی عنوان نقاش پرتره دربار برای ایزابلا کاستیا، دودمان هابسبورگ و کشورهای دیگر همچون اسپانیا و هلند کار می‌کرد. سیتوف از مهم‌ترین نقاشان دوران خود محسوب میشد.

## نگارخانه

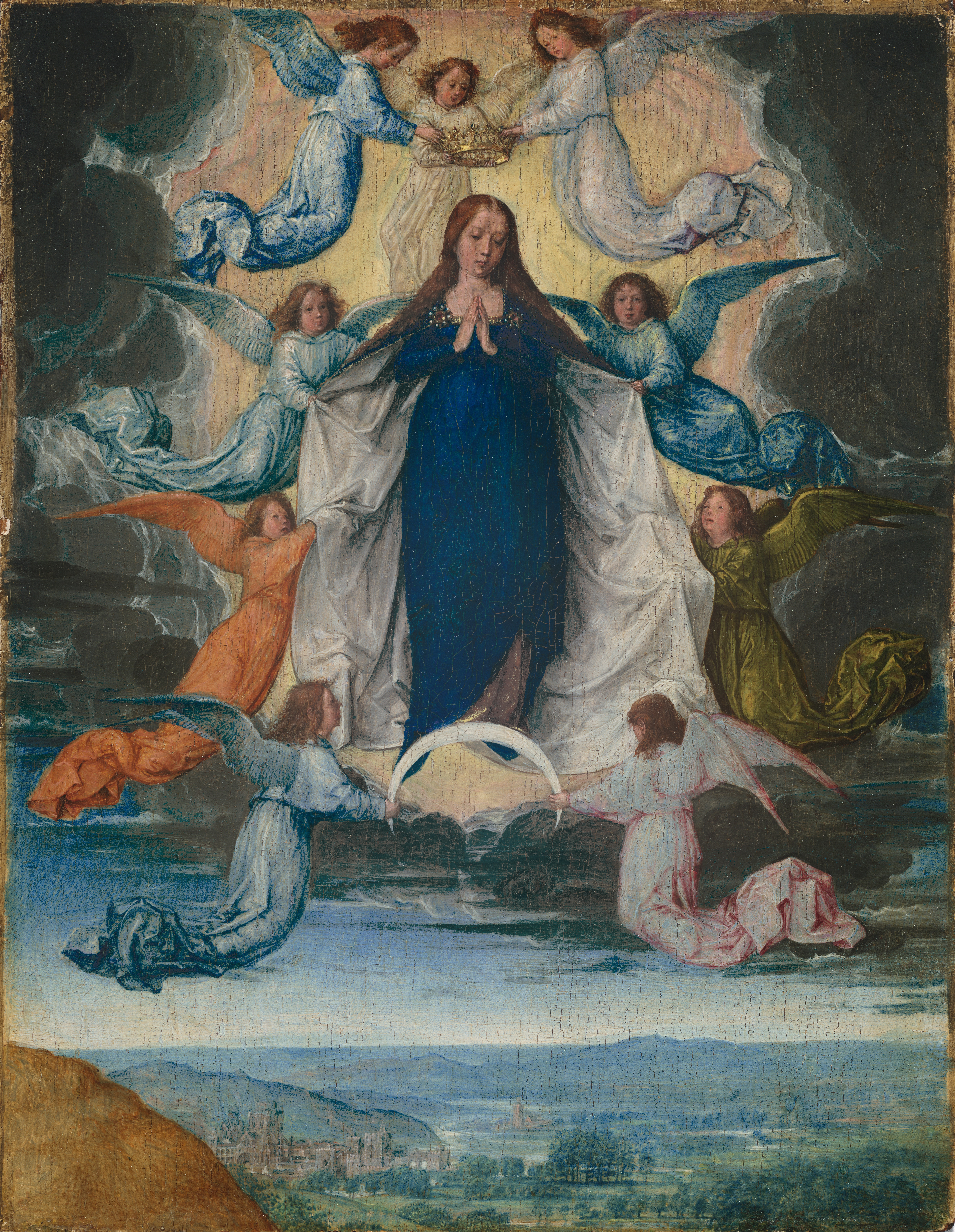
-->Assumption of the Virgin, c. 1500
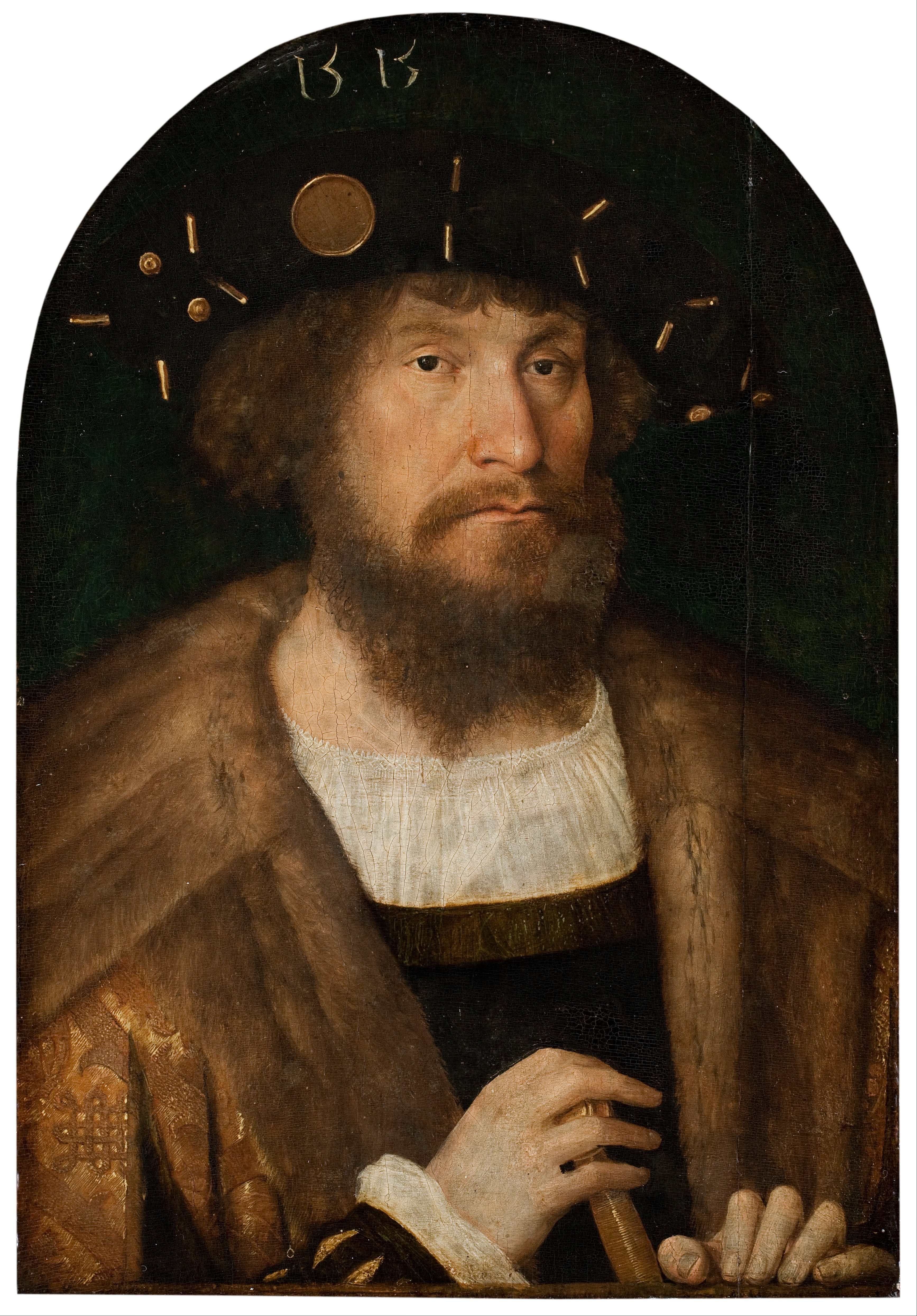
Portrait of the Danish King Christian II
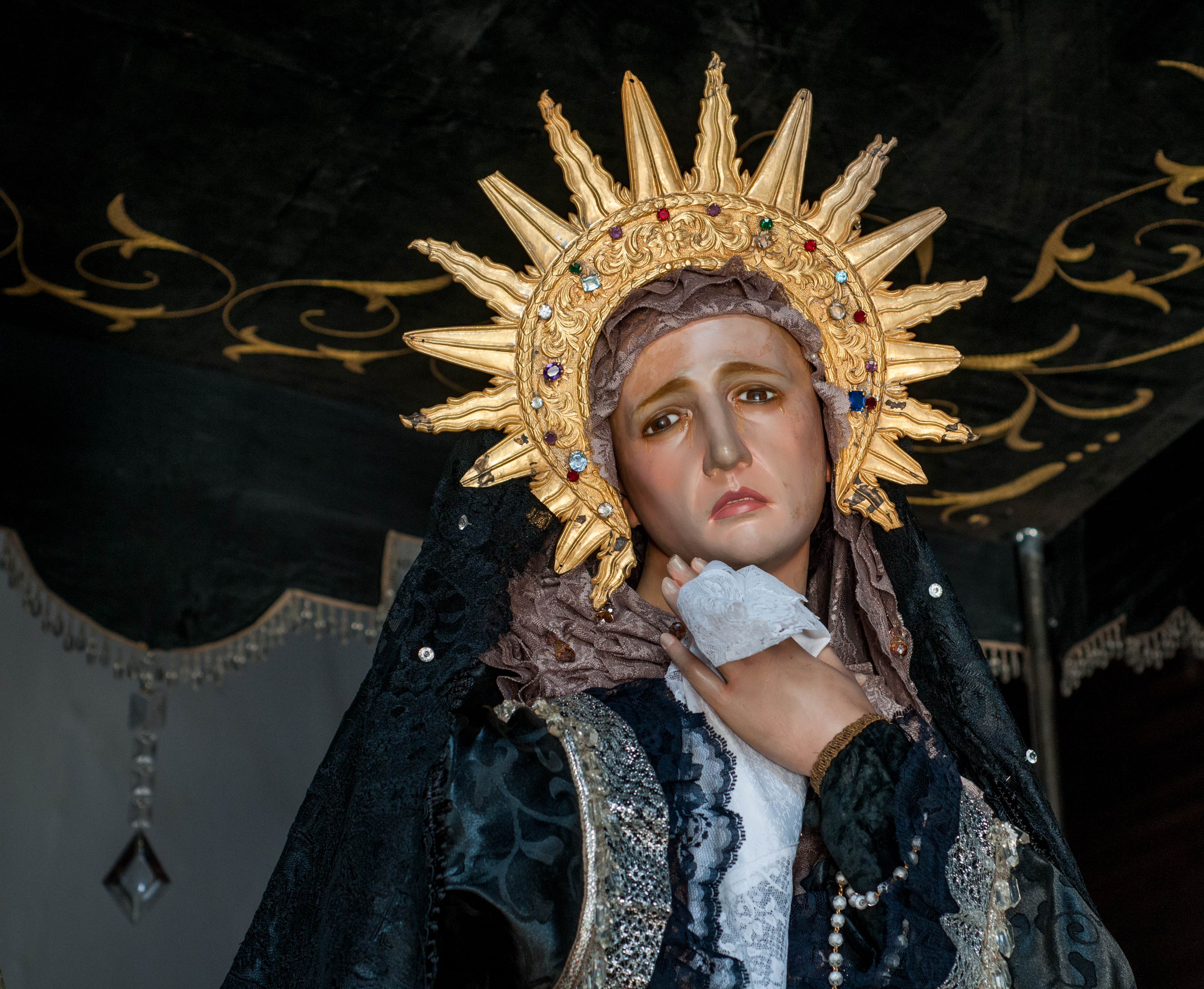
Mary Magdalene
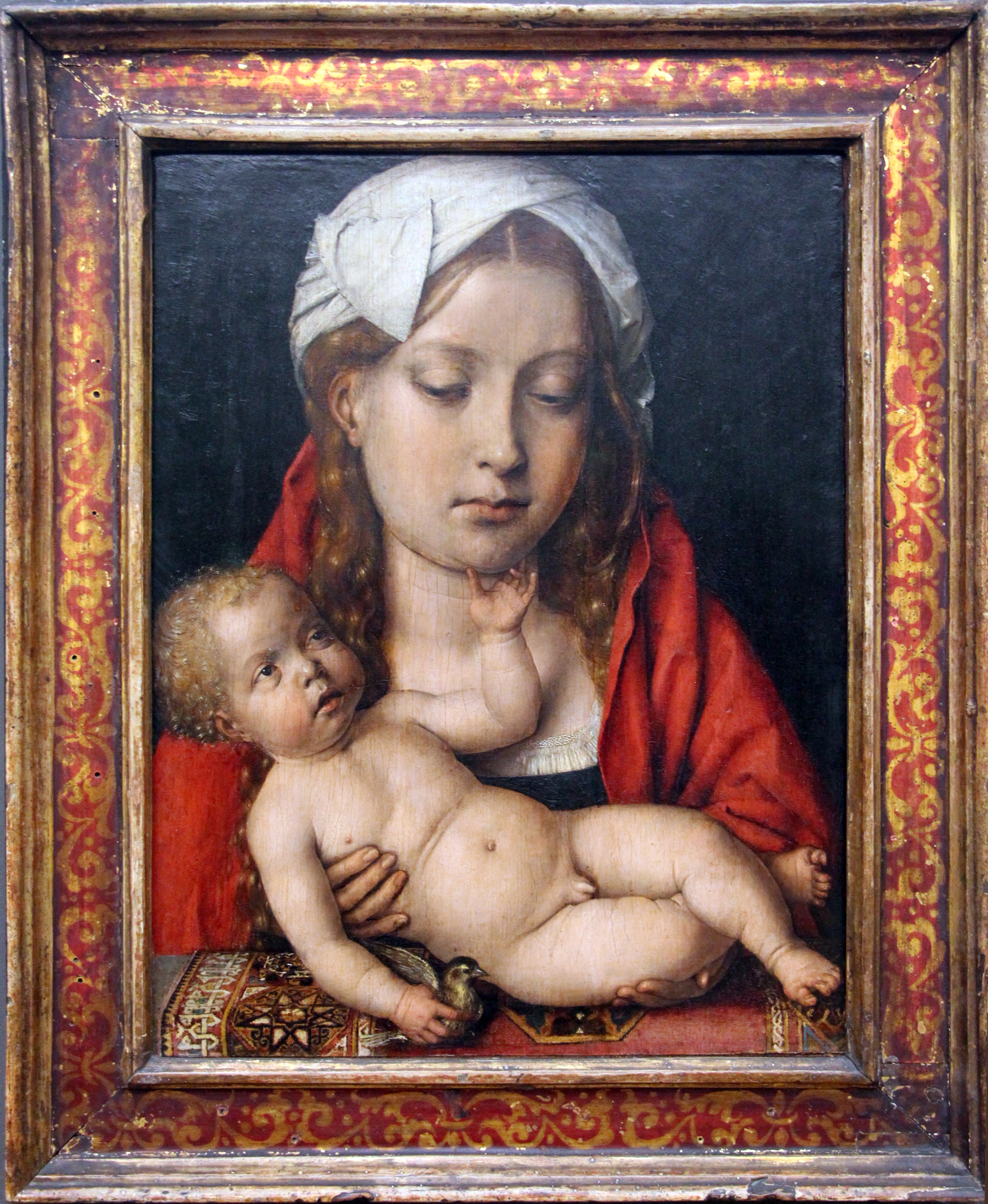
Madonna and Child, c. 1515
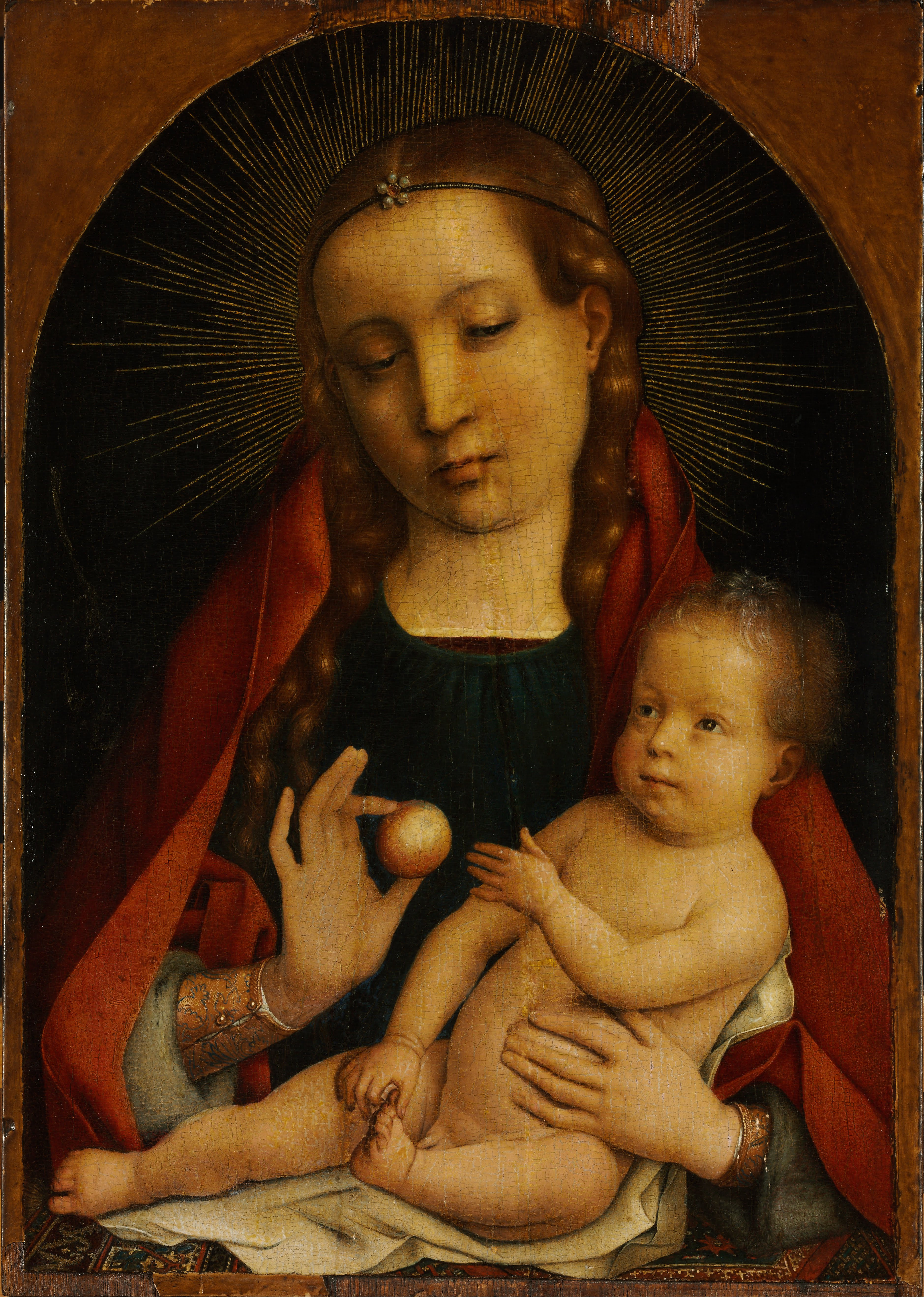
-->The Virgin and Child, 1489 - 1492
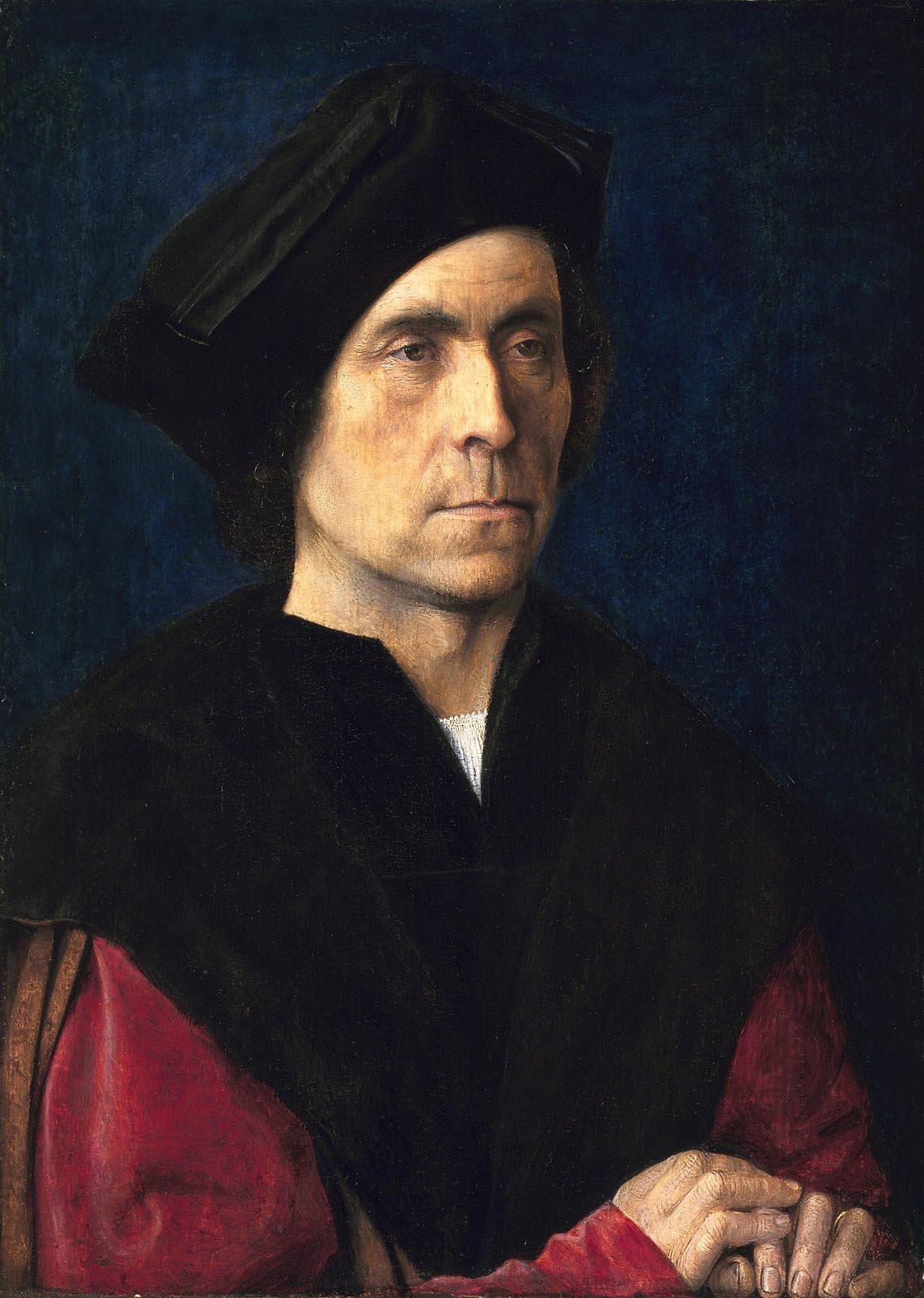
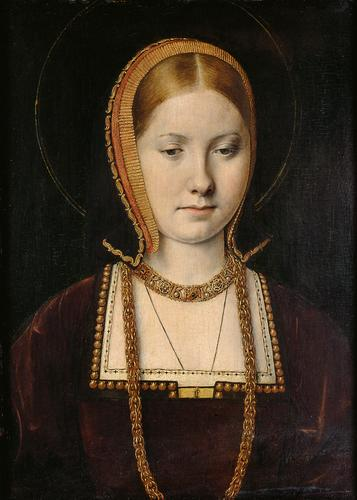